# Exoditis
Exoditis is een geslacht van vlinders van de familie sikkelmotten (Oecophoridae), uit de onderfamilie Xyloryctinae.

## Soorten
- E. boisduvalella Viette, 1956
- E. dominiqueae Viette, 1955
- E. janineae Viette, 1955
- E. subfurcata Meyrick, 1933
- E. sylvestrella Viette, 1955
- E. vadonella Viette, 1955